# IHRA Drag Racing (série)
IHRA Drag Racing é uma série de jogos de corrida sobre corridas de arrancada publicada pela Bethesda Softworks e desenvolvida em colaboração com a International Hot Rod Association (IHRA).

## Jogos
- IHRA Motorsports (2000, PC)
- IHRA Drag Racing (2001, PS1, PC)
- IHRA Drag Racing 2 (2002, PS2)[1]
- IHRA Drag Racing 2004 (2003, Xbox)
- IHRA Professional Drag Racing 2005 (2004, PC/PS2/Xbox)
- IHRA Drag Racing: Sportsman Edition (2006, PC/PS2/Xbox)

## Desenvolvimento
Os jogos foram desenvolvidos pela Bethesda West, anteriormente conhecido como Flashpoint Productions.

## Vendas
IHRA Drag Racing 2 para PlayStation 2 vendeu mais de 100.000 cópias.